# Équipe de Tanzanie féminine de football
Cet article traite de l'équipe féminine. Pour l'équipe masculine, voir Équipe de Tanzanie de football.
Maillots
L'équipe de Tanzanie féminine de football est une sélection des meilleures joueuses tanzaniennes sous l'égide de la Fédération de Tanzanie de football.
La sélection participe au Championnat d'Afrique de football féminin 2010, où elle ne passe pas le premier tour.
Elle remporte le Championnat féminin du CECAFA en 2016, 2018 et 2025, est finaliste en 2019 et termine quatrième en 2022. Elle remporte le Championnat féminin du COSAFA en 2021 et termine troisième en 2011.

## Classement FIFA
| Année              | 2004 | 2005 | 2006 | 2007 | 2008 | 2009 | 2010 | 2011 | 2012 | 2013 | 2014 | 2015 | 2016 | 2017 | 2018 | 2019 | 2020 |
| ------------------ | ---- | ---- | ---- | ---- | ---- | ---- | ---- | ---- | ---- | ---- | ---- | ---- | ---- | ---- | ---- | ---- | ---- |
| Classement mondial | 121  | 123  | 138  | 144  | 116  | 92   | 124  | 130  | 119  | 104  | 121  | 128  | 116  | 102  | 131  | 135  | 126  |